# トンマーゾ・メノンチェッロ
トマソ・メノンチェッロ（Tommaso Menoncello、2002年8月20日 - ）は、イタリアのラグビーユニオン選手。ユナイテッド・ラグビー・チャンピオンシップのベネットン・ラグビーに所属している。

## 経歴
パエーゼなどのクラブを経て、2020年にイタリアラグビー連盟（FIR）の若年育成メンバー「FIRアカデミー（F.I.R. Academy）」に選抜され、イタリアU20代表としてU20シックス・ネイションズ・チャンピオンシップ2021に出場した。
2020-21年シーズンからベネットン・ラグビーに
所属し、ユナイテッド・ラグビー・チャンピオンシップに出場。
2021年10月14日、イタリアA代表に選ばれた。
2022年1月13日、2022年シックス・ネイションズ・チャンピオンシップに向けたイタリア代表に選出され、2月7日のフランス戦でデビューし、開始16分目でトライを決め、 19歳170日で大会史上最年少のトライスコアラーとなった。
2024年4月、2024年シックス・ネイションズ・チャンピオンシップにおいて、史上最年少で最優秀選手に選ばれた。